# Radmila
Radmila je žensko osebno ime.

## Izvor imena
Ime Radmila je različica ženskaga osebnega imena Rada.

## Tujejezikovne oblike imena
- pri Čehih: Radmila, skrajšano Radka

## Pogostost imena
Po podatkih Statističnega urada Republike Slovenije je bilo na dan 31. decembra 2007 v Sloveniji število ženskih oseb z imenom Radmila: 543.

## Osebni praznik
Osebe z imenom Radmila lahko praznujejo god takrat kot osebe z imenom Rada.